# Brzezica
Brzezica est une localité polonaise de la gmina de Borów, située dans le powiat de Strzelin en voïvodie de Basse-Silésie.